# Planet 51
Planet 51 är en spansk-brittisk-amerikansk animerad film från 2009.

## Handling
På Planet 51 går livet sin gilla gång i en 50-talsliknande miljö tills plötsligt en dag en främmande varelse landar på deras idylliska värld...

## Skådespelare[5](i urval)

### Engelska röster
- Dwayne "The Rock" Johnson – Captain Charles T. "Chuck" Baker
- Justin Long – Lem
- Jessica Biel – Neera
- Seann William Scott – Skiff
- Freddie Benedict – Eckle
- Gary Oldman – General Grawl
- John Cleese – Professor Kipple
- Mathew Horne – Soldier Vesklin
- James Corden – Soldier Vernkot
- Alan Marriott – Glar
- Rupert Degas – Chief Gorlock

### Svenska röster
- Robert Gustafsson – Kapten Charles T. "Chuck" Baker
- Måns Zelmerlöw – Lem
- Frida Öhrn – Neera
- Andreas Nilsson – Skiff
- Axel Karlsson – Eckle
- Dan Ekborg – General Grawl
- Claes Ljungmark – Professor Kipple
- Jan Johansen – Soldat Vesklin
- Mauro Scocco – Soldat Vernkot
- Robert Wells – Glar

Övriga svenska röster: Mikael Roupé, Christer Fuglesang, Gabriel Odenhammar, Adam Fietz, Beata Harrysson, Nora Nilsson, Oscar Harrysson, Lucas Nilsson, Jennie Jahns, Anna Holmlin Nilsson, Annica Smedius, Miguel Pizarro.